# Nokere Koerse 2015
La 69e édition de la Nokere Koerse a eu lieu le 18 mars 2015. La course fait partie du calendrier UCI Europe Tour 2015 en catégorie 1.1.
L'épreuve a été remportée lors d'un sprint massif par le Belge Kris Boeckmans (Lotto-Soudal) devant le Français Justin Jules (Veranclassic-Ekoï) et le Britannique Scott Thwaites (Bora-Argon 18).

## Présentation

### Équipes
Classée en catégorie 1.1 de l'UCI Europe Tour, la Nokere Koerse est par conséquent ouverte aux WorldTeams dans la limite de 50 % des équipes participantes, aux équipes continentales professionnelles, aux équipes continentales et aux équipes nationales.
Vingt-cinq équipes participent à cette Nokere Koerse - six WorldTeams, huit équipes continentales professionnelles et onze équipes continentales :
| UCI WorldTeams      | UCI WorldTeams | UCI WorldTeams |
| Nom de l'équipe     | Pays           | Code           |
| ------------------- | -------------- | -------------- |
| BMC Racing          | États-Unis     | BMC            |
| Etixx-Quick Step    | Belgique       | EQS            |
| FDJ                 | France         | FDJ            |
| Lotto NL-Jumbo      | Pays-Bas       | TLJ            |
| Lotto-Soudal        | Belgique       | LTS            |
| Trek Factory Racing | États-Unis     | TFR            |

| Équipes continentales professionnelles | Équipes continentales professionnelles | Équipes continentales professionnelles |
| Nom de l'équipe                        | Pays                                   | Code                                   |
| -------------------------------------- | -------------------------------------- | -------------------------------------- |
| Bora-Argon 18                          | Allemagne                              | BOA                                    |
| Caja Rural-Seguros RGA                 | Espagne                                | CJR                                    |
| CCC Sprandi Polkowice                  | Pologne                                | CCC                                    |
| Cult Energy                            | Danemark                               | CLT                                    |
| Roompot Oranje Peloton                 | Pays-Bas                               | ROP                                    |
| Topsport Vlaanderen-Baloise            | Belgique                               | TSV                                    |
| UnitedHealthcare                       | États-Unis                             | UHC                                    |
| Wanty-Groupe Gobert                    | Belgique                               | WGG                                    |

| Équipes continentales         | Équipes continentales | Équipes continentales |
| Nom de l'équipe               | Pays                  | Code                  |
| ----------------------------- | --------------------- | --------------------- |
| 3M                            | Belgique              | MMM                   |
| An Post-ChainReaction         | Irlande               | SKT                   |
| Cibel                         | Belgique              | CIB                   |
| Colba-Superano Ham            | Belgique              | CSH                   |
| Joker                         | Norvège               | TJO                   |
| Metec-TKH-Mantel              | Pays-Bas              | MET                   |
| Roubaix Lille Métropole       | France                | RLM                   |
| Vastgoedservice-Golden Palace | Belgique              | VGS                   |
| Veranclassic-Ekoï             | Belgique              | VER                   |
| Verandas Willems              | Belgique              | WIL                   |
| Wallonie-Bruxelles            | Belgique              | WBC                   |

### Règlement de la course

#### Primes
Les vingt prix sont attribués suivant le barème de l'UCI,. Le total général des prix distribués est de 14 477 €.
| Position | 1er     | 2e      | 3e      | 4e    | 5e    | 6e    | 7e    | 8e    | 9e    | 10e à 20e |
| Prix     | 5 785 € | 2 895 € | 1 445 € | 715 € | 580 € | 433 € | 433 € | 287 € | 287 € | 147 €     |

## Classements

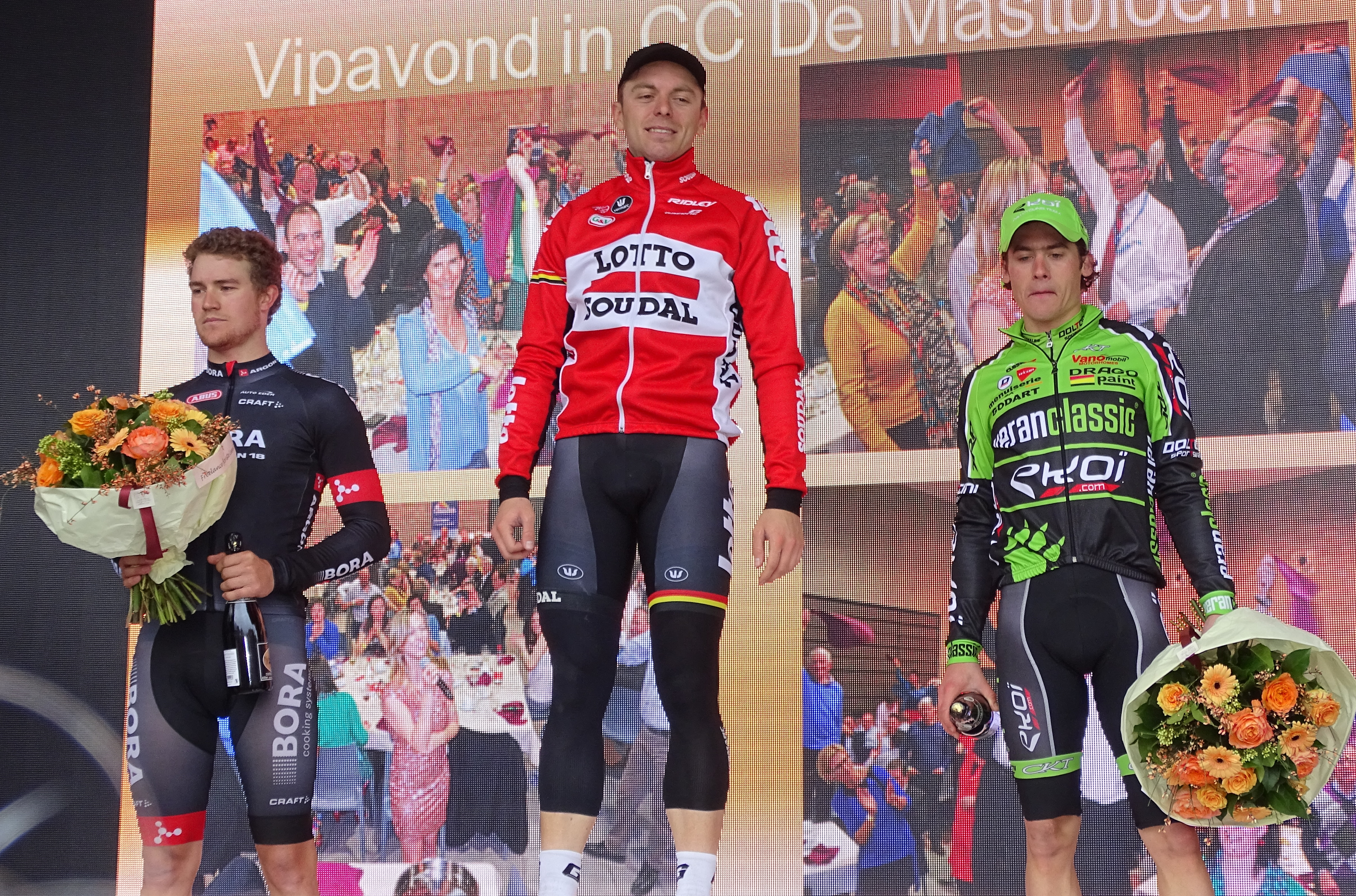
Scott Thwaites (3e), Kris Boeckmans (1er) et Justin Jules (2e).

### Classement final
| Classement final | Classement final    | Classement final | Classement final        | Classement final   |
|                  | Coureur             | Pays             | Équipe                  | Temps              |
| ---------------- | ------------------- | ---------------- | ----------------------- | ------------------ |
| 1er              | Kris Boeckmans      | Belgique         | Lotto-Soudal            | en 4 h 26 min 50 s |
| 2e               | Justin Jules        | France           | Veranclassic-Ekoï       | m.t                |
| 3e               | Scott Thwaites      | Royaume-Uni      | Bora-Argon 18           | m.t                |
| 4e               | Phil Bauhaus        | Allemagne        | Bora-Argon 18           | m.t                |
| 5e               | Baptiste Planckaert | Belgique         | Roubaix Lille Métropole | m.t                |
| 6e               | Danny van Poppel    | Pays-Bas         | Trek Factory Racing     | m.t                |
| 7e               | Barry Markus        | Pays-Bas         | Lotto NL-Jumbo          | m.t                |
| 8e               | Roy Jans            | Belgique         | Wanty-Groupe Gobert     | m.t                |
| 9e               | Remco te Brake      | Pays-Bas         | Metec-TKH-Mantel        | m.t                |
| 10e              | Nikolas Maes        | Belgique         | Etixx-Quick Step        | m.t                |
| modifier         |                     |                  |                         |                    |

### UCI Europe Tour
Cette Nokere Koerse attribue des points pour l'UCI Europe Tour 2015, par équipes seulement aux coureurs des équipes continentales professionnelles et continentales, individuellement à tous les coureurs sauf ceux faisant partie d'une équipe ayant un label WorldTeam.
| Position,          | 1er | 2e | 3e | 4e | 5e | 6e | 7e | 8e | 9e | 10e | 11e | 12e |
| Classement général | 80  | 56 | 32 | 24 | 20 | 16 | 12 | 8  | 7  | 6   | 5   | 3   |

## Liste des participants
- Liste de départ complète

| Légende | Légende                                                                    | Légende | Légende                                                    |
| ------- | -------------------------------------------------------------------------- | ------- | ---------------------------------------------------------- |
| Num     | Dossard de départ porté par le coureur sur cette Nokere Koerse             | Pos     | Position à l'arrivée de la course                          |
|         | Indique un maillot de champion national ou mondial, suivi de sa spécialité | NP      | Indique un coureur qui n'a pas pris le départ de la course |
| AB      | Indique un coureur qui n'a pas terminé la course                           | HD      | Indique un coureur qui a terminé la course hors des délais |

| Lotto-Soudal LTS      | Lotto-Soudal LTS         | Lotto-Soudal LTS |
| --------------------- | ------------------------ | ---------------- |
| Num                   | Coureur                  | Pos              |
| 1                     | Kenny Dehaes (BEL)       | 78e              |
| 2                     | Tiesj Benoot (BEL)       | 128e             |
| 3                     | Kris Boeckmans (BEL)     | 1er              |
| 4                     | Sean De Bie (BEL)        | 129e             |
| 5                     | Gert Dockx (BEL)         | 120e             |
| 6                     | Boris Vallée (BEL)       | 43e              |
| 7                     | Tosh Van der Sande (BEL) | 75e              |
| 8                     | Louis Vervaeke (BEL)     | 125e             |
| Directeur sportif : ? |                          |                  |

| Etixx-Quick Step EQS  | Etixx-Quick Step EQS           | Etixx-Quick Step EQS |
| --------------------- | ------------------------------ | -------------------- |
| Num                   | Coureur                        | Pos                  |
| 11                    | Iljo Keisse (BEL)              | 69e                  |
| 12                    | Yves Lampaert (BEL)            | 81e                  |
| 13                    | Nikolas Maes (BEL)             | 10e                  |
| 14                    | Guillaume Van Keirsbulck (BEL) | 45e                  |
| 15                    |                                |                      |
| 16                    | Martin Velits (SVK)            | 95e                  |
| 17                    | Łukasz Wiśniowski (POL)        | 66e                  |
| 18                    | Matteo Trentin (ITA)           | 57e                  |
| Directeur sportif : ? |                                |                      |

| FDJ                   | FDJ                            | FDJ  |
| --------------------- | ------------------------------ | ---- |
| Num                   | Coureur                        | Pos  |
| 21                    | Anthony Geslin (FRA)           | 88e  |
| 22                    | Pierre-Henri Lecuisinier (FRA) | 162e |
| 23                    | Marc Sarreau (FRA)             | 30e  |
| 24                    | Lorrenzo Manzin (FRA)          | 18e  |
| 25                    | David Boucher (FRA)            | 131e |
| 26                    |                                |      |
| 27                    |                                |      |
| 28                    |                                |      |
| Directeur sportif : ? |                                |      |

| Lotto NL-Jumbo TLJ    | Lotto NL-Jumbo TLJ       | Lotto NL-Jumbo TLJ |
| --------------------- | ------------------------ | ------------------ |
| Num                   | Coureur                  | Pos                |
| 31                    | Brian Bulgaç (NED)       | 109e               |
| 32                    | Moreno Hofland (NED)     | 77e                |
| 33                    | Bert-Jan Lindeman (NED)  | 112e               |
| 34                    | Barry Markus (NED)       | 7e                 |
| 35                    | Timo Roosen (NED)        | 27e                |
| 36                    | Mike Teunissen (NED)     | 36e                |
| 37                    |                          |                    |
| 38                    | Nick van der Lijke (NED) | 98e                |
| Directeur sportif : ? |                          |                    |

| BMC Racing BMC        | BMC Racing BMC           | BMC Racing BMC |
| --------------------- | ------------------------ | -------------- |
| Num                   | Coureur                  | Pos            |
| 41                    | Jempy Drucker (LUX)      | 58e            |
| 42                    | Campbell Flakemore (AUS) | 156e           |
| 43                    |                          |                |
| 44                    | Klaas Lodewyck (BEL)     | 37e            |
| 45                    | Joey Rosskopf (USA)      | 51e            |
| 46                    | Dylan Teuns (BEL)        | 114e           |
| 47                    | Rick Zabel (GER)         | 13e            |
| 48                    |                          |                |
| Directeur sportif : ? |                          |                |

| Trek Factory Racing TFR | Trek Factory Racing TFR  | Trek Factory Racing TFR |
| ----------------------- | ------------------------ | ----------------------- |
| Num                     | Coureur                  | Pos                     |
| 51                      | Fumiyuki Beppu (JPN)     | 48e                     |
| 52                      | Fabio Silvestre (POR)    | 116e                    |
| 53                      | Gert Steegmans (BEL)     | 71e                     |
| 54                      | Jasper Stuyven (BEL)     | 126e                    |
| 55                      | Boy van Poppel (NED)     | 100e                    |
| 56                      | Danny van Poppel (NED)   | 6e                      |
| 57                      | Kristof Vandewalle (BEL) | 135e                    |
| 58                      | Stijn Devolder (BEL)     | 111e                    |
| Directeur sportif : ?   |                          |                         |

| Topsport Vlaanderen-Baloise TSV | Topsport Vlaanderen-Baloise TSV | Topsport Vlaanderen-Baloise TSV |
| ------------------------------- | ------------------------------- | ------------------------------- |
| Num                             | Coureur                         | Pos                             |
| 61                              | Floris De Tier (BEL)            | 80e                             |
| 62                              | Edward Theuns (BEL)             | 15e                             |
| 63                              | Jef Van Meirhaeghe (BEL)        | 61e                             |
| 64                              | Jelle Wallays (BEL)             | 73e                             |
| 65                              | Victor Campenaerts (BEL)        | 63e                             |
| 66                              | Jonas Rickaert (BEL)            | 127e                            |
| 67                              | Thomas Sprengers (BEL)          | 106e                            |
| 68                              | Bert Van Lerberghe (BEL)        | 17e                             |
| Directeur sportif : ?           |                                 |                                 |

| Wanty-Groupe Gobert WGG | Wanty-Groupe Gobert WGG  | Wanty-Groupe Gobert WGG |
| ----------------------- | ------------------------ | ----------------------- |
| Num                     | Coureur                  | Pos                     |
| 71                      | Jan Ghyselinck (BEL)     | 79e                     |
| 72                      | Roy Jans (BEL)           | 8e                      |
| 73                      | Fréderique Robert (BEL)  | 14e                     |
| 74                      | Frederik Veuchelen (BEL) | 96e                     |
| 75                      | Frederik Backaert (BEL)  | 85e                     |
| 76                      | Jérôme Baugnies (BEL)    | 142e                    |
| 77                      | Tim De Troyer (BEL)      | 140e                    |
| 78                      | Tom Devriendt (BEL)      | 141e                    |
| Directeur sportif : ?   |                          |                         |

| Cult Energy CLT       | Cult Energy CLT                 | Cult Energy CLT |
| --------------------- | ------------------------------- | --------------- |
| Num                   | Coureur                         | Pos             |
| 81                    | Russell Downing (GBR)           | 147e            |
| 82                    | Rasmus Guldhammer (DEN)         | 64e             |
| 83                    | Alex Kirsch (LUX)               | 138e            |
| 84                    | Mads Pedersen (DEN)             | 28e             |
| 85                    | Rasmus Christian Quaade (DEN)   | 137e            |
| 86                    | Michael Reihs (DEN)             | 56e             |
| 87                    | Michael Carbel Svendgaard (DEN) | 29e             |
| 88                    | Troels Vinther (DEN)            | 101e            |
| Directeur sportif : ? |                                 |                 |

| Caja Rural-Seguros RGA CJR | Caja Rural-Seguros RGA CJR | Caja Rural-Seguros RGA CJR |
| -------------------------- | -------------------------- | -------------------------- |
| Num                        | Coureur                    | Pos                        |
| 91                         | Miguel Ángel Benito (ESP)  | AB                         |
| 92                         | Hugh Carthy (GBR)          | 157e                       |
| 93                         | Fabricio Ferrari (URU)     | 60e                        |
| 94                         | Omar Fraile (ESP)          | AB                         |
| 95                         | Carlos Barbero (ESP)       | 59e                        |
| 96                         | Fernando Grijalba (ESP)    | AB                         |
| 97                         | Ángel Madrazo (ESP)        | 74e                        |
| 98                         |                            |                            |
| Directeur sportif : ?      |                            |                            |

| Bora-Argon 18 BOA     | Bora-Argon 18 BOA         | Bora-Argon 18 BOA |
| --------------------- | ------------------------- | ----------------- |
| Num                   | Coureur                   | Pos               |
| 101                   | Shane Archbold (NZL)      | 165e              |
| 102                   | Phil Bauhaus (GER)        | 4e                |
| 103                   | Ralf Matzka (GER)         | 103e              |
| 104                   | Christoph Pfingsten (GER) | 39e               |
| 105                   | Andreas Schillinger (GER) | 102e              |
| 106                   |                           |                   |
| 107                   | Michael Schwarzmann (GER) | 130e              |
| 108                   | Scott Thwaites (GBR)      | 3e                |
| Directeur sportif : ? |                           |                   |

| Roompot Oranje Peloton ROP | Roompot Oranje Peloton ROP | Roompot Oranje Peloton ROP |
| -------------------------- | -------------------------- | -------------------------- |
| Num                        | Coureur                    | Pos                        |
| 111                        | Jesper Asselman (NED)      | 47e                        |
| 112                        | Marc de Maar (NED)         | 113e                       |
| 113                        | Huub Duyn (NED)            | 82e                        |
| 114                        | Reinier Honig (NED)        | AB                         |
| 115                        | Michel Kreder (NED)        | 123e                       |
| 116                        | Raymond Kreder (NED)       | 26e                        |
| 117                        | Mike Terpstra (NED)        | 49e                        |
| 118                        | Maurits Lammertink (NED)   | 99e                        |
| Directeur sportif : ?      |                            |                            |

| CCC Sprandi Polkowice CCC | CCC Sprandi Polkowice CCC      | CCC Sprandi Polkowice CCC |
| ------------------------- | ------------------------------ | ------------------------- |
| Num                       | Coureur                        | Pos                       |
| 121                       | Jarosław Marycz (POL)          | 161e                      |
| 122                       | Nikolay Mihaylov (BUL) (Route) | 149e                      |
| 123                       | Mateusz Taciak (POL)           | 160e                      |
| 124                       | Josef Černý (CZE)              | AB                        |
| 125                       | Christian Delle Stelle (ITA)   | 11e                       |
| 126                       | Jan Hirt (CZE)                 | 158e                      |
| 127                       | Adrian Honkisz (POL)           | 92e                       |
| 128                       | Grzegorz Stępniak (POL)        | 52e                       |
| Directeur sportif : ?     |                                |                           |

| UnitedHealthcare UHC  | UnitedHealthcare UHC     | UnitedHealthcare UHC |
| --------------------- | ------------------------ | -------------------- |
| Num                   | Coureur                  | Pos                  |
| 131                   | Alessandro Bazzana (ITA) | 70e                  |
| 132                   | Davide Frattini (ITA)    | 41e                  |
| 133                   |                          |                      |
| 134                   |                          |                      |
| 135                   | John Murphy (USA)        | 20e                  |
| 136                   | Tanner Putt (USA)        | 152e                 |
| 137                   | Daniel Summerhill (USA)  | 132e                 |
| 138                   | Federico Zurlo (ITA)     | AB                   |
| Directeur sportif : ? |                          |                      |

| Roubaix Lille Métropole RLM | Roubaix Lille Métropole RLM | Roubaix Lille Métropole RLM |
| --------------------------- | --------------------------- | --------------------------- |
| Num                         | Coureur                     | Pos                         |
| 141                         | Julien Antomarchi (FRA)     | 94e                         |
| 142                         | Dieter Bouvry (BEL)         | 134e                        |
| 143                         | Timothy Dupont (BEL)        | 23e                         |
| 144                         | Jérémy Leveau (FRA)         | 108e                        |
| 145                         | Romain Pillon (FRA)         | 139e                        |
| 146                         | Baptiste Planckaert (BEL)   | 5e                          |
| 147                         | Maxime Vantomme (BEL)       | 67e                         |
| 148                         |                             |                             |
| Directeur sportif : ?       |                             |                             |

| An Post-ChainReaction SKT | An Post-ChainReaction SKT         | An Post-ChainReaction SKT |
| ------------------------- | --------------------------------- | ------------------------- |
| Num                       | Coureur                           | Pos                       |
| 151                       | Sean Downey (IRL)                 | AB                        |
| 152                       | Aidis Kruopis (LTU)               | AB                        |
| 153                       | Xandro Meurisse (BEL)             | 33e                       |
| 154                       | Conor Dunne (IRL)                 | 154e                      |
| 155                       | Paulius Šiškevičius (LTU) (Route) | 153e                      |
| 156                       | Alistair Slater (GBR)             | 42e                       |
| 157                       | Jens Vandenbogaerde (BEL)         | 38e                       |
| 158                       | Jack Wilson(IRL)                  | 119e                      |
| Directeur sportif : ?     |                                   |                           |

| 3M MMM                | 3M MMM                     | 3M MMM |
| --------------------- | -------------------------- | ------ |
| Num                   | Coureur                    | Pos    |
| 161                   | Jimmy Janssens (BEL)       | 93e    |
| 162                   | Connor McConvey (IRL)      | AB     |
| 163                   | Jaap de Man (NED)          | 32e    |
| 164                   | Geert van der Weijst (NED) | 145e   |
| 165                   | Tim Vanspeybroeck (BEL)    | 35e    |
| 166                   | Nicolas Vereecken (BEL)    | 97e    |
| 167                   | Michael Vingerling (NED)   | 90e    |
| 168                   | Gertjan De Vos (BEL)       | AB     |
| Directeur sportif : ? |                            |        |

| Wallonie-Bruxelles WBC | Wallonie-Bruxelles WBC  | Wallonie-Bruxelles WBC |
| ---------------------- | ----------------------- | ---------------------- |
| Num                    | Coureur                 | Pos                    |
| 171                    | Olivier Chevalier (BEL) | 143e                   |
| 172                    | Ludwig De Winter (BEL)  | 159e                   |
| 173                    | Antoine Demoitié (BEL)  | 21e                    |
| 174                    | Tom Dernies (BEL)       | AB                     |
| 175                    | Grégory Habeaux (BEL)   | 86e                    |
| 176                    | Kevyn Ista (BEL)        | 24e                    |
| 177                    | Gaëtan Pons (BEL)       | 124e                   |
| 178                    | Julien Stassen (BEL)    | 144e                   |
| Directeur sportif : ?  |                         |                        |

| Vastgoedservice-Golden Palace VGS | Vastgoedservice-Golden Palace VGS | Vastgoedservice-Golden Palace VGS |
| --------------------------------- | --------------------------------- | --------------------------------- |
| Num                               | Coureur                           | Pos                               |
| 181                               | Sander Cordeel (BEL)              | 44e                               |
| 182                               | Gerry Druyts (BEL)                | 12e                               |
| 183                               | Kurt Geysen (BEL)                 | 163e                              |
| 184                               | Kevin Peeters (BEL)               | 65e                               |
| 185                               | Rob Ruijgh (NED)                  | 151e                              |
| 186                               | Timothy Stevens (BEL)             | 40e                               |
| 187                               | Kevin Hulsmans (BEL)              | 133e                              |
| 188                               | Alphonse Vermote (BEL)            | 115e                              |
| Directeur sportif : ?             |                                   |                                   |

| Veranclassic-Ekoï VER | Veranclassic-Ekoï VER           | Veranclassic-Ekoï VER |
| --------------------- | ------------------------------- | --------------------- |
| Num                   | Coureur                         | Pos                   |
| 191                   | Edwig Cammaerts (BEL)           | AB                    |
| 192                   | Gorik Gardeyn (BEL)             | 46e                   |
| 193                   | Justin Jules (FRA)              | 2e                    |
| 194                   | Melvin Rullière (FRA)           | 22e                   |
| 195                   | Niels De Rooze (BEL)            | 83e                   |
| 196                   | Sébastien Rosseler (BEL)        | 91e                   |
| 197                   | Robin Stenuit (BEL)             | 19e                   |
| 198                   | Francesco Van Coppernolle (BEL) | AB                    |
| Directeur sportif : ? |                                 |                       |

| Verandas Willems WIL  | Verandas Willems WIL     | Verandas Willems WIL |
| --------------------- | ------------------------ | -------------------- |
| Num                   | Coureur                  | Pos                  |
| 201                   | Dries De Bondt (BEL)     | 25e                  |
| 202                   | Dimitri Claeys (BEL)     | 84e                  |
| 203                   | Olivier Pardini (BEL)    | 89e                  |
| 204                   | Christophe Prémont (BEL) | 122e                 |
| 205                   | Kai Reus (NED)           | 110e                 |
| 206                   | Joeri Calleeuw (BEL)     | AB                   |
| 207                   | Daan Myngheer (BEL)      | 68e                  |
| 208                   | Stef Van Zummeren (BEL)  | 107e                 |
| Directeur sportif : ? |                          |                      |

| Cibel CIB             | Cibel CIB                     | Cibel CIB |
| --------------------- | ----------------------------- | --------- |
| Num                   | Coureur                       | Pos       |
| 211                   | Kevin Callebaut (BEL)         | 146e      |
| 212                   | Bjorn De Decker (BEL)         | AB        |
| 213                   | Thomas Gibbons (USA)          | 118e      |
| 214                   | Matthias Van Holderbeke (BEL) | AB        |
| 215                   | Joeri Stallaert (BEL)         | 164e      |
| 216                   | Niels Van Dorsselaer (BEL)    | AB        |
| 217                   | Jori Van Steenberghen (BEL)   | AB        |
| 218                   | Benjamin Verraes (BEL)        | 16e       |
| Directeur sportif : ? |                               |           |

| Metec-TKH-Mantel MET  | Metec-TKH-Mantel MET     | Metec-TKH-Mantel MET |
| --------------------- | ------------------------ | -------------------- |
| Num                   | Coureur                  | Pos                  |
| 221                   | Stefan Kreder (NED)      | 148e                 |
| 222                   | Wouter Leten (BEL)       | 55e                  |
| 223                   | Tijmen Eising (NED)      | AB                   |
| 224                   | Jarno Gmelich (NED)      | 121e                 |
| 225                   | Jasper Hamelink (NED)    | AB                   |
| 226                   | Dries Hollanders (BEL)   | 104e                 |
| 227                   | Sjoerd Kouwenhoven (NED) | 54e                  |
| 228                   | Remco te Brake (NED)     | 9e                   |
| Directeur sportif : ? |                          |                      |

| Colba-Superano Ham CSH | Colba-Superano Ham CSH    | Colba-Superano Ham CSH |
| ---------------------- | ------------------------- | ---------------------- |
| Num                    | Coureur                   | Pos                    |
| 231                    | Kevin Claeys (BEL)        | AB                     |
| 232                    | Jelle Donders (BEL)       | 150e                   |
| 233                    | Egidijus Juodvalkis (LTU) | 62e                    |
| 234                    | Stein Van Couter (BEL)    | 117e                   |
| 235                    | Rick Ottema (NED)         | 136e                   |
| 236                    | Kevin Suarez (BEL)        | 105e                   |
| 237                    | Nick van der Meer (NED)   | AB                     |
| 238                    | Glenn Van De Maele (BEL)  | 166e                   |
| Directeur sportif : ?  |                           |                        |

| Joker TJO             | Joker TJO                   | Joker TJO |
| --------------------- | --------------------------- | --------- |
| Num                   | Coureur                     | Pos       |
| 241                   | Daniel Hoelgaard (NOR)      | 31e       |
| 242                   | Amund Grøndahl Jansen (NOR) | 87e       |
| 243                   | Vegard Stake Laengen (NOR)  | 53e       |
| 244                   | Adrian Aas Stien (NOR)      | 76e       |
| 245                   | Reidar Borgersen (NOR)      | 155e      |
| 246                   | Bjørn Tore Hoem (NOR)       | 72e       |
| 247                   | Truls Engen Korsæth (NOR)   | 50e       |
| 248                   | Edvin Wilson (SWE)          | 34e       |
| Directeur sportif : ? |                             |           |